# Мавзолей Шейх Бабі Іа'куба
Мавзолей Шейх Бабі Іа'куба (азерб. Şeyx Babı türbəsi — мавзолей в селі Баби Фізулінського району Азербайджану, побудований в 1272 році.

## Дослідження
Комплекс був датований А. І. Брозгуль XII століттям невірно. У дослідника І. П. Шебликіна мавзолей помилково названий «Шах Бабали». В середині XIX століття куфічний напис на ньому привернув увагу Миколу Ханікова, яким селище названо «Бабілі», а в альбомі «Баб». Але напис був прочитаний Ханіковим з помилками і пропусками. Пізніше цей напис був розшифрований повністю і включений до I тому корпусу арабо-персо-азербайджаномовних написів Азербайджану.
Напис говорить: 

1. Амара бі-Біна хаза-л-Машхад ли-шейх аз-захід ал-камнл.
2. Бабі Іа'куб б. [І] Смаїл Гур Хар. Сана ієна ва саб'ін сіттамі'а Алейхем фан.

 Переклад: 
 Наказав побудувати цей Машхад (тобто гробницю) шейху аскету, скоєного Бабі Якуб ібн Ісмаїл Гур Хар в шістсот сімдесят другому році 
 Влітку 2011 року на замовлення Міністерства культури і туризму Азербайджану почалися археологічні розкопки гробниці. Керівник експедиції Хагані Алмамедов повідомив, що в ході робіт поблизу гробниці були знайдені ще й руїни ханегяха шейха Баби, який імовірно спочатку служив караван-сараєм, а потім був перетворений на мечеть. За його словами, тут виявлені шість кам'яних могил, які імовірно належать воїнам. В одній з могил виявився скелет без голови, в іншій — скелет і наконечники стріл. По завершенні розкопок на пам'ятках планується провести реставраційні роботи .

## Архітектура

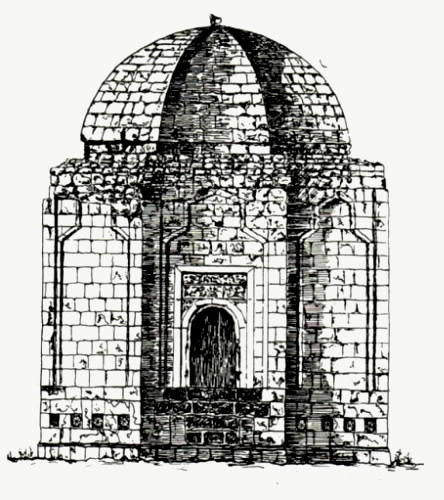
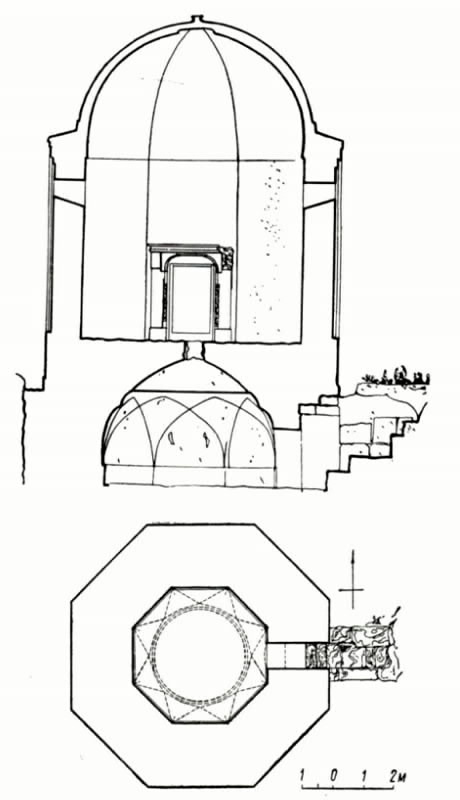
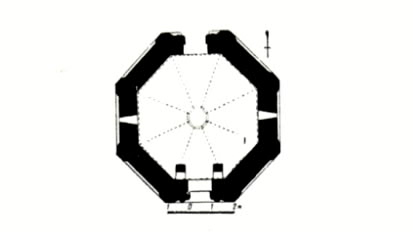

Мавзолей восьмигранний, ширина граней — 3 метри. Мавзолей був покритий восьмигранним сферичним куполом з тонких плит каменю. Матеріал — тесаний камінь (вапняк) . 